# La Luna è una severa maestra
La Luna è una severa maestra (The Moon Is a Harsh Mistress) è un romanzo di fantascienza scritto da Robert A. Heinlein, pubblicato per la prima volta in cinque parti sulla rivista If tra il dicembre del 1965 e l'aprile del 1966; nello stesso anno fu poi pubblicato in volume a New York dalla G. P. Putnam's Sons.
È considerato una delle migliori opere di Heinlein. Ha vinto il Premio Hugo ed è stato candidato al Premio Nebula.
Il romanzo è stato pubblicato in italiano nel 1966, nella collana fantascientifica Urania diviso in due parti (nn. 445 e 446) e più volte ristampato.

## Trama
Il romanzo è ambientato nel 2075 sulla Luna. Il satellite è colonizzato da decenni ed è popolato da circa tre milioni di persone, stabilite in diverse città sotterranee. Inizialmente la Luna era utilizzata dalle nazioni terrestri come una sicura colonia penale, dato che dopo pochi mesi di permanenza nel corpo umano si sviluppano delle modifiche fisiologiche irreversibili che rendono praticamente impossibile il ritorno sulla Terra. Con il trascorrere degli anni sulla Luna si svilupparono delle colonie floride che, coltivando il sottosuolo, rifornivano la Terra di beni di prima necessità, come grano e riso, inviati tramite una catapulta elettromagnetica posta sulla superficie lunare. La vita degli abitanti è dura per via delle condizioni naturali e del governo terrestre che attraverso la sua struttura di controllo chiamata "Ente" gestisce la vita sulla colonia e il mercato dei servizi, ponendo condizioni vessatorie agli abitanti.
Il romanzo ruota intorno a Manuel Garcia O'Kelly, un lunare di terza generazione, e racconta lo svolgimento della guerra d'indipendenza delle colonie lunari dalla madrepatria Terra. O'Kelly è un tecnico specializzato che ripara i computer presenti sulla Luna, e che spesso si trova a riparare il computer centrale dell'Ente. Durante una di queste riparazioni egli scopre che il supercomputer, per via delle continue espansioni apportategli dall'Ente, è diventato un essere senziente. Il protagonista diventa amico di questo computer che chiama Mike (con riferimento a Mycroft Holmes) e per soddisfare la curiosità del computer partecipa ad una riunione politica clandestina. Durante l'incontro conosce e riconosce alcuni personaggi del movimento, ma deve abbandonare precipitosamente la riunione con Wyoming Knott, una donna esponente di spicco di questa organizzazione, quando la polizia di sicurezza fa irruzione. O'Kelly e la Knott riescono a nascondersi in un albergo dove O'Kelly parla di Mike alla donna, e tramite il telefono le fa conoscere il computer. In seguito un vecchio docente di O'Kelly anch'egli coinvolto nel movimento clandestino, il professor Bernardo De La Paz, viene invitato nell'albergo ed anche a questi viene presentato Mike. Con il suo aiuto i presenti scoprono che la Luna sta per andare incontro ad un disastro ecologico per via delle continue esportazioni di grano verso la Terra.
O'Kelly decide quindi di unirsi agli altri per attuare la rivoluzione ed evitare il disastro. Con l'aiuto di Mike fondano una nuova organizzazione e tramite questa riescono a sovvertire l'Ente. Poi l'organizzazione rivoluzionaria cerca di parlamentare con le Nazioni Federate della Terra, ma dopo una serie di colloqui infruttuosi i terrestri inviano delle astronavi per attaccare le colonie ribelli. Le colonie riescono a resistere alla prima invasione e per ritorsione fanno precipitare sulla Terra dei massi da 100 tonnellate che cadendo come meteoriti provocano enormi danni. Le colonie intenzionalmente non colpiscono luoghi abitati per evitare di rendersi ostile l'opinione pubblica mondiale. La Terra invia altre astronavi, che riescono a mettere fuori uso la catapulta magnetica utilizzata dai lunari per lanciare i massi, ma i rivoluzionari rispondono utilizzando una seconda catapulta nascosta che avevano segretamente costruito, e riescono a respingere anche la seconda invasione. Le Nazioni Federate, allora, per evitare gravi danni alle proprie città, ritirano la flotta e riconoscono l'indipendenza della Luna.

## Personaggi
- Mannie: Manuel Garcia O'Kelly "Mannie" Davis. Il protagonista umano, narratore e punto di vista principale della storia. Membro della famiglia Davis.
- Wyoh: Wyoming "Wyoh" Knott è un'agitatrice politica dalla colonia di Hong Kong sulla Luna. Dopo i disordini in cui conosce Mannie ed il professor de la Paz, forma con loro la cellula di testa della nuova organizzazione rivoluzionaria. Diventerà poi anche parte della famiglia Davis.
- Prof: il professor Bernardo de la Paz è un intellettuale e un sovversivo di lunga data. "Prof. Paz" nacque attorno al 2000. Si autodefinisce un Anarchico Razionale.
- Mike, Mike the Computer, o Mycroft Holmes, o Michelle, o la versione avanzata del computer HOLMES IV. Computer gigante. Inizialmente si comporta come un petulante bambino prodigio, maturando e umanizzandosi via via che la storia procede. Assume il nome politico di Adam Selene. Durante la vicenda, il computer Mike si dota di differenti identità virtuali, che concretizza con voci o immagini televisive sintetiche o più tradizionalmente con poesie pubblicate clandestinamente.
- Stu: Stuart René "Stu" LaJoie, autodefinitosi "Poeta, Viaggiatore, Soldato di Ventura". Terrestre, arriva sulla Luna come turista e viene reclutato nell'organizzazione dopo un "incidente" da cui viene salvato da Mannie. Diventa il referente sulla Terra della causa lunare, gestendo la propaganda a favore delle istanze dei ribelli.
- Hazel: Hazel Meade, poi Hazel Stone. Orfana che viene adottata dalla famiglia Davis e reclutata nell'organizzazione sovversiva.
- Slim: Moses Lemke "Slim" Stone. Giovane a capo di una banda di stilyagi, è coinvolto nell'"incidente" di Stu, si dimostra un valido elemento dell'organizzazione, sposerà poi Hazel.
- La famiglia Davis è una "famiglia estesa" di tipo lunare, di tipo "di linea". Oltre al protagonista e ad altri tra i personaggi precedenti, comprende:
  - Mimi "Mum" Davis. Dirige la famiglia in quanto membro femminile più anziano.
  - Greg Davis (Greg).

## Ambientazione

### Società
Heinlein nel romanzo descrive come potrebbe svilupparsi una società fatta sostanzialmente di galeotti e deportati sulla Luna. Ne risulta una società dove i singoli accettano come unica regola la responsabilità individuale. Ogni individuo è direttamente responsabile delle proprie azioni e deve ben esserne conscio, dato che in un ambiente così estremo ogni piccolo errore si paga molto caro. Questa filosofia si esplicita nel detto TANSTAAFL che vuol dire non esistono pasti gratis, un detto tipicamente statunitense che in un ambiente dove si paga anche l'aria assume un significato ancora più pregnante.
Ancora, il romanzo discute in dettaglio la possibile organizzazione, metodi ed obbiettivi di un movimento rivoluzionario clandestino nelle particolarissime condizioni in cui si trovano i protagonisti, tra cui il decisivo appoggio alla congiura da parte del computer Mike. Tale presentazione è tanto vivida da fruttare ad Heinlein accuse di cripto-leninismo, simmetriche a quelle di militarismo o fascismo che gli sono state mosse in riferimento a Fanteria dello spazio, o di anarchismo libertario in riferimento a Straniero in terra straniera.
Nel romanzo l'autore analizza anche come la società si possa adattare alla scarsità di donne. Sulle colonie lunari per ogni donna sono presenti due uomini anche se all'inizio della colonizzazione il rapporto era addirittura di dieci a una. Questo spinse i coloni ad accettare relazioni poliandriche o a formare gruppi con più uomini e donne uniti contemporaneamente in matrimonio. La società lunare è molto protettiva nei confronti della parte femminile, toccare una donna senza il suo esplicito permesso può portare anche all'eliminazione, cosicché gli uomini sono sempre molto gentili e disponibili con le donne e le stesse donne sviluppano una profonda libertà nel modo di comportarsi in società.
(Manuel Garcia O'Kelly)

## Edizioni
(elenco parziale)
- (EN) The Moon Is a Harsh Mistress, New York, G. P. Putnam's Sons, 1966.
- La luna è una severa maestra, traduzione di Antonangelo Pinna, parte prima e seconda, collana Urania nn. 445-446, Milano, Arnoldo Mondadori Editore, 1966, SBN BVE0755448.
- (FR) Révolte sur la Lune, traduzione di Jacques de Tersac, illustrazioni di Jean Giraud, collana Club du livre d'anticipation n. 29, Paris, Éditions OPTA, 1970, SBN TO01965358.
- La luna è una severa maestra, traduzione di Antonangelo Pinna, collana Urania Collezione n. 37, Milano, Arnoldo Mondadori Editore, 2006, SBN TSA0835060.